# Joudreville
Joudreville est une commune française située dans le département de Meurthe-et-Moselle en région Grand Est.

## Géographie
Joudreville se situe au sud de Piennes dans le canton du Pays de Briey, et à l'est de Bouligny.
|                | Piennes     |               |
| Bouligny Meuse | Joudreville | Norroy-le-Sec |
|                | Affléville  |               |

### Hydrographie

#### Réseau hydrographique
La commune est dans le bassin versant de la Meuse au sein du bassin Rhin-Meuse. Elle est drainée par le ruisseau de Maxiere et le ruisseau le Breuil,.

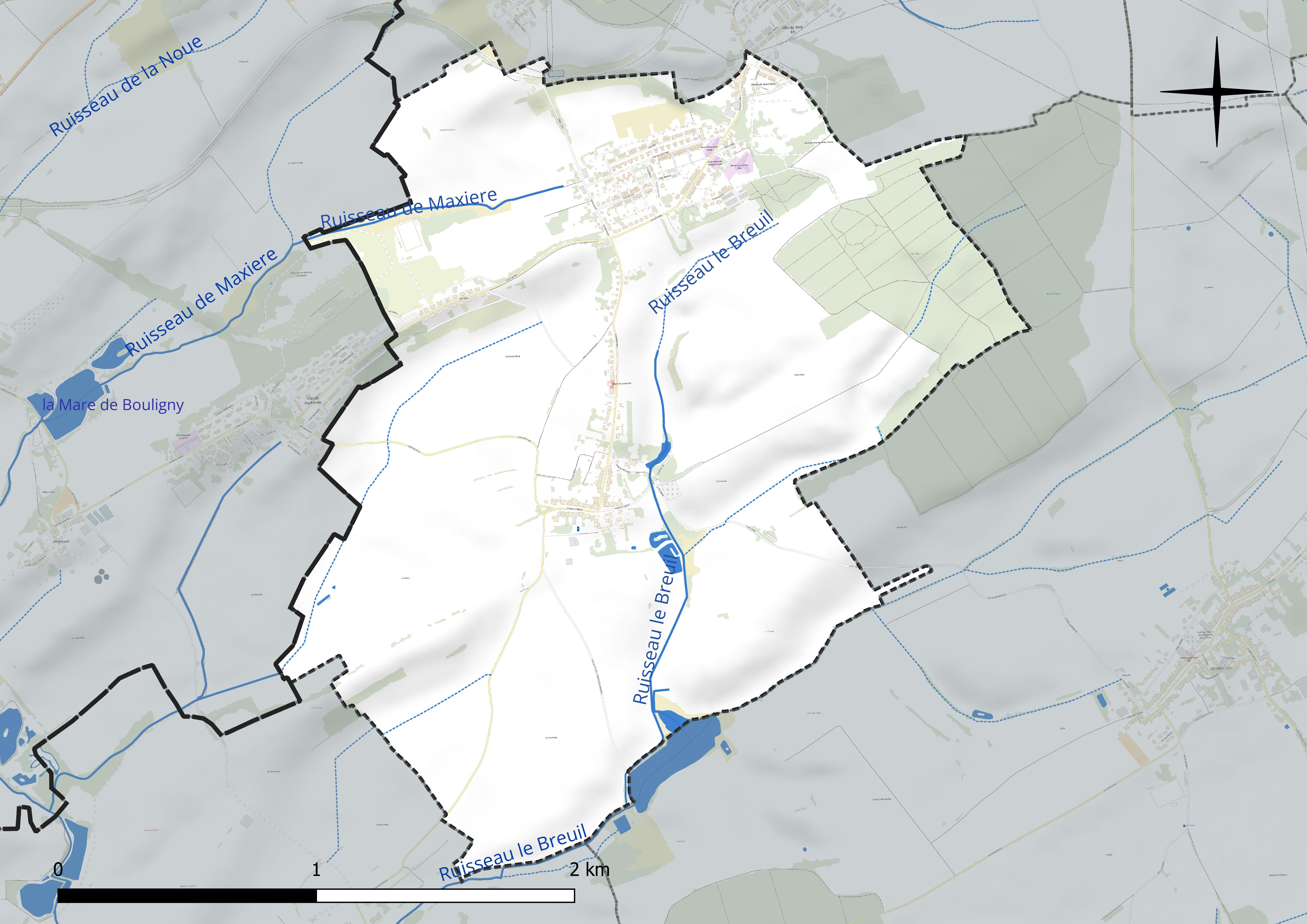
Réseau hydrographique de Joudreville.

#### Gestion et qualité des eaux
Le territoire communal est couvert par le schéma d'aménagement et de gestion des eaux (SAGE) « Bassin ferrifère ». Ce document de planification concerne le périmètre des anciennes galeries des mines de fer, des aquifères et des bassins versants hydrographiques associés qui s’étend sur 2 418 km2. Les bassins versants concernés sont celui de la Chiers en amont de la confluence avec l'Othain, et ses affluents (la Crusnes, la Pienne, l'Othain), celui de l'Orne et ses affluents et celui de la Fensch, le Veymerange, la Kiesel et les parties françaises du bassin versant de l'Alzette et de ses affluents (Kaylbach, ruisseau de Volmerange). Il a été approuvé le 27 mars 2015. La structure porteuse de l'élaboration et de la mise en œuvre est la région Grand Est. 
La qualité des cours d’eau peut être consultée sur un site dédié géré par les agences de l’eau et l’Agence française pour la biodiversité. 

### Climat
Pour des articles plus généraux, voir Climat du Grand Est et Climat de Meurthe-et-Moselle.
En 2010, le climat de la commune est de type climat des marges montargnardes, selon une étude du Centre national de la recherche scientifique s'appuyant sur une série de données couvrant la période 1971-2000. En 2020, Météo-France publie une typologie des climats de la France métropolitaine dans laquelle la commune est exposée à un climat semi-continental et est dans la région climatique  Lorraine, plateau de Langres, Morvan, caractérisée par un hiver rude (1,5 °C), des vents modérés et des brouillards fréquents en automne et hiver. 
Pour la période 1971-2000, la température annuelle moyenne est de 9,6 °C, avec une amplitude thermique annuelle de 16,3 °C. Le cumul annuel moyen de précipitations est de 879 mm, avec 13 jours de précipitations en janvier et 9,3 jours en juillet. Pour la période 1991-2020, la température moyenne annuelle observée sur la station météorologique de Météo-France la plus proche, « Rouvres-en-woevre », sur la commune de Rouvres-en-Woëvre à 10 km à vol d'oiseau, est de 10,8 °C et le cumul annuel moyen de précipitations est de 668,3 mm. 
La température maximale relevée sur cette station est de 40,2 °C, atteinte le 24 juillet 2019 ; la température minimale est de −15,4 °C, atteinte le 7 février 2012,,. 
Les paramètres climatiques de la commune ont été estimés pour le milieu du siècle (2041-2070) selon différents scénarios d'émission de gaz à effet de serre à partir des nouvelles projections climatiques de référence DRIAS-2020. Ils sont consultables sur un site dédié publié par Météo-France en novembre 2022.

## Urbanisme

### Typologie
Au 1er janvier 2024, Joudreville est catégorisée bourg rural, selon la nouvelle grille communale de densité à sept niveaux définie par l'Insee en 2022.
Elle appartient à l'unité urbaine de Piennes, une agglomération intra-départementale regroupant trois  communes, dont elle est une commune de la banlieue,,. La commune est en outre hors attraction des villes,.

### Occupation des sols
L'occupation des sols de la commune, telle qu'elle ressort de la base de données européenne d’occupation biophysique des sols Corine Land Cover (CLC), est marquée par l'importance des territoires agricoles (79,3 % en 2018), en diminution par rapport à 1990 (83,6 %). La répartition détaillée en 2018 est la suivante : terres arables (64 %), zones urbanisées (11,9 %), prairies (11 %), forêts (8,8 %), zones agricoles hétérogènes (4,3 %). L'évolution de l’occupation des sols de la commune et de ses infrastructures peut être observée sur les différentes représentations cartographiques du territoire : la carte de Cassini (XVIIIe siècle), la carte d'état-major (1820-1866) et les cartes ou photos aériennes de l'IGN pour la période actuelle (1950 à aujourd'hui).

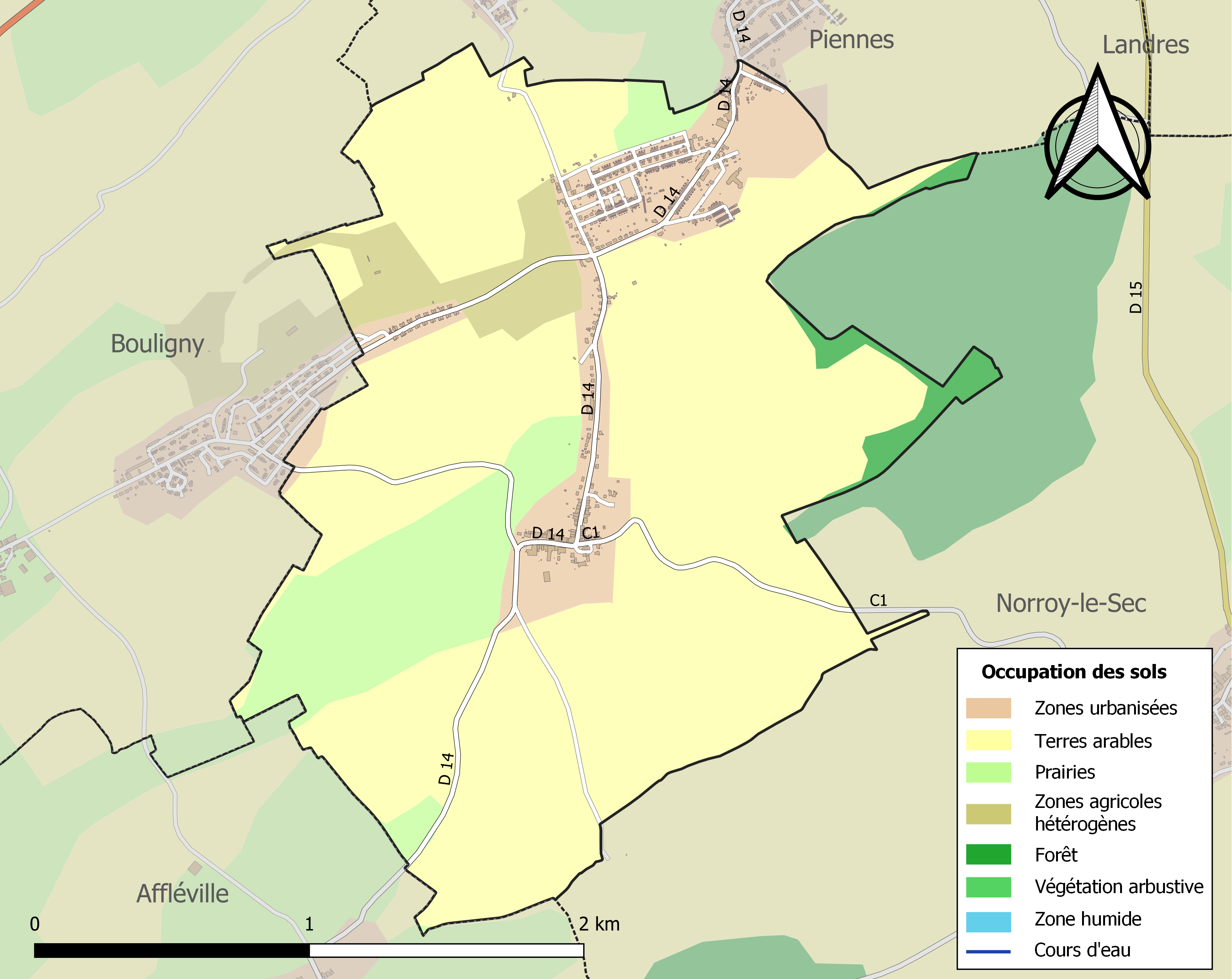
Carte des infrastructures et de l'occupation des sols de la commune en 2018 (CLC).

## Toponymie
- Joudrevilles (1275) ; Joudeville (1282) ; Joindreville (1497) ; Jeudreville (1594) ; Jondreville (1663) ; Joudrevilla (1749)[réf. nécessaire].
- En lorrain : Joudrevelle.

## Histoire

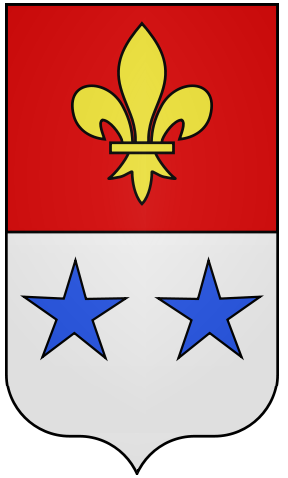
Blason de la Hausse.

Le village appartient à l'ancienne province du Barrois.
L'histoire de cette ville est liée à la famille de la Hausse Lorraine ( Dehosse ; la Hausse de Lalouviere, de Hausse, La Hausse) dont les armes sont encore visibles sur les armoiries de Joudreville.
Blason :  coupé en 1er de gueules à la fleur de lys d'or et en 2e d'argent aux deux étoiles d'azur.
Cette commune est connue par son ancienne activité minière.

## Politique et administration
| Période                                  | Période                   | Identité                                       | Étiquette | Qualité        |
| ---------------------------------------- | ------------------------- | ---------------------------------------------- | --------- | -------------- |
| Les données manquantes sont à compléter. |                           |                                                |           |                |
| mars 1979                                | mars 2001                 | Gino (Joseph) Bernardi                         | PCF       |                |
| mars 2001                                | mars 2008                 | Estelle Nowak                                  | SE        |                |
| mars 2008                                | En cours (au 23 mai 2020) | Jean-Marc Léon, Réélu pour le mandat 2020-2026 | PCF       | Ancien ouvrier |

## Population et société

### Démographie

#### Évolution démographique
L'évolution du nombre d'habitants est connue à travers les recensements de la population effectués dans la commune depuis 1793. Pour les communes de moins de 10 000 habitants, une enquête de recensement portant sur toute la population est réalisée tous les cinq ans, les populations de référence des années intermédiaires étant quant à elles estimées par interpolation ou extrapolation. Pour la commune, le premier recensement exhaustif entrant dans le cadre du nouveau dispositif a été réalisé en 2005.

En 2022, la commune comptait 1 108 habitants, en évolution de −4,89 % par rapport à 2016 (Meurthe-et-Moselle : −0,13 %, France hors Mayotte : +2,11 %).
| 1793 | 1800 | 1806 | 1821 | 1836 | 1841 | 1861 | 1866 | 1872 |
| ---- | ---- | ---- | ---- | ---- | ---- | ---- | ---- | ---- |
| 168  | 200  | 230  | 227  | 236  | 235  | 218  | 214  | 212  |

| 1876 | 1881 | 1886 | 1891 | 1896 | 1901 | 1906 | 1911  | 1921 |
| ---- | ---- | ---- | ---- | ---- | ---- | ---- | ----- | ---- |
| 226  | 200  | 194  | 192  | 166  | 188  | 515  | 1 419 | 855  |

| 1926  | 1931  | 1936  | 1946  | 1954  | 1962  | 1968  | 1975  | 1982  |
| ----- | ----- | ----- | ----- | ----- | ----- | ----- | ----- | ----- |
| 1 528 | 2 434 | 2 111 | 2 051 | 2 115 | 2 247 | 1 883 | 1 716 | 1 247 |

| 1990  | 1999  | 2005  | 2006  | 2010  | 2015  | 2020  | 2022  | - |
| ----- | ----- | ----- | ----- | ----- | ----- | ----- | ----- | - |
| 1 066 | 1 069 | 1 203 | 1 194 | 1 201 | 1 160 | 1 121 | 1 108 | - |

#### Pyramide des âges
En 2018, le taux de personnes d'un âge inférieur à 30 ans s'élève à 31,4 %, soit en dessous de la moyenne départementale (36,8 %). À l'inverse, le taux de personnes d'âge supérieur à 60 ans est de 31,5 % la même année, alors qu'il est de 25,4 % au niveau départemental.
En 2018, la commune comptait 564 hommes pour 590 femmes, soit un taux de 51,13 % de femmes, légèrement inférieur au taux départemental (51,43 %).
Les pyramides des âges de la commune et du département s'établissent comme suit.
| Hommes | Classe d’âge | Femmes |
| ------ | ------------ | ------ |
| 2,2    | 90 ou +      | 6,3    |
| 6,8    | 75-89 ans    | 15,4   |
| 17,2   | 60-74 ans    | 15,2   |
| 20,8   | 45-59 ans    | 16,2   |
| 17,3   | 30-44 ans    | 19,7   |
| 15,1   | 15-29 ans    | 12,0   |
| 20,6   | 0-14 ans     | 15,2   |

| Hommes | Classe d’âge | Femmes |
| ------ | ------------ | ------ |
| 0,6    | 90 ou +      | 1,8    |
| 6,6    | 75-89 ans    | 9,3    |
| 16,2   | 60-74 ans    | 17,4   |
| 19,5   | 45-59 ans    | 18,9   |
| 18,9   | 30-44 ans    | 18     |
| 20,6   | 15-29 ans    | 18,9   |
| 17,6   | 0-14 ans     | 15,6   |

## Économie
Ancienne mine très prospère.

## Culture locale et patrimoine

### Lieux et monuments
- Présence gallo-romaine.

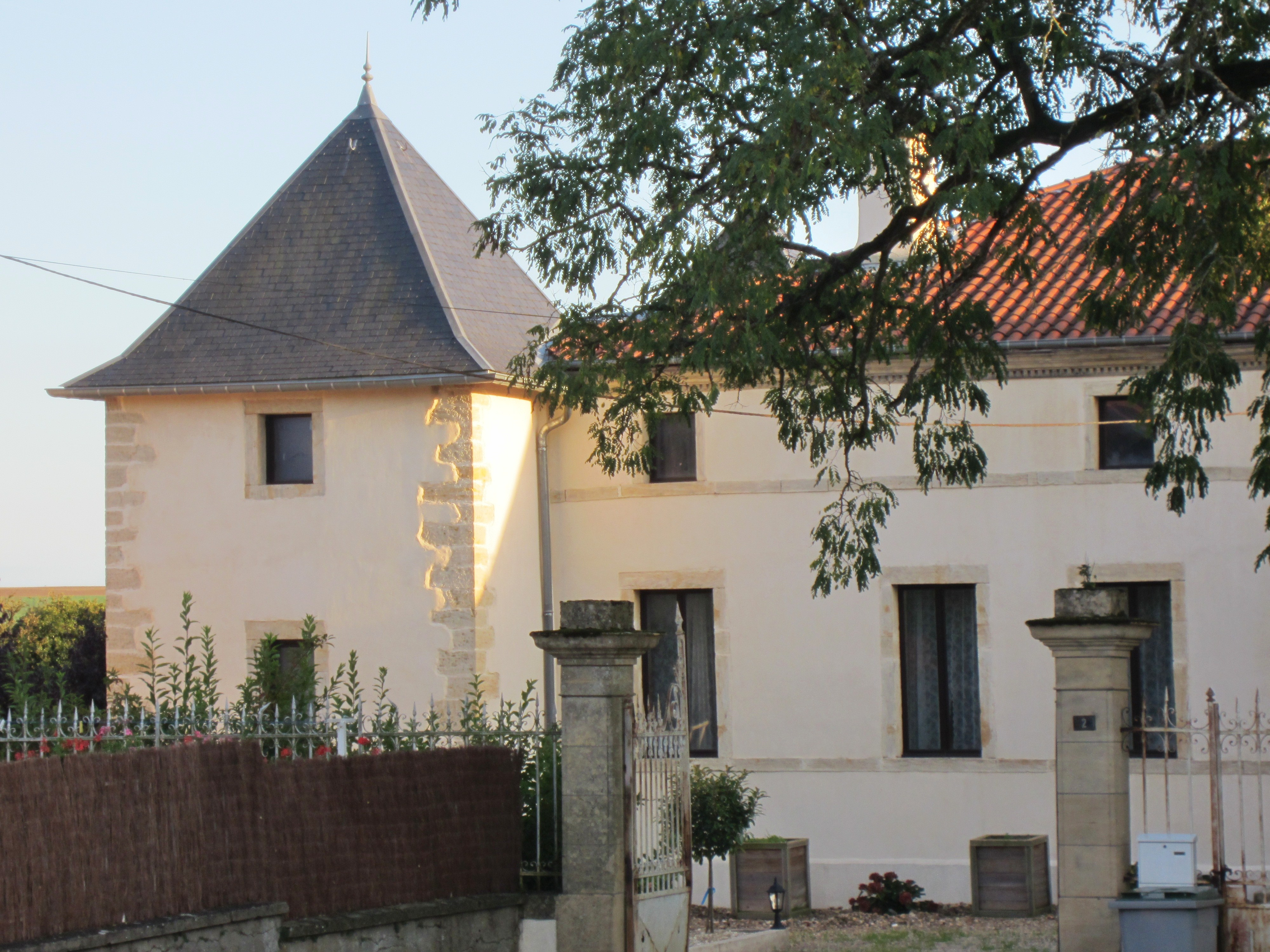
Une tour du château.

- Château, sans doute construit au XVIIe siècle, le château appartenait à la veille de la Révolution à Charles Henry Ignace de Bousmard, de Saint-Mihiel, conseiller du roi et président à Mortier au Parlement de Metz, cantonné de tours carrées.
- Église paroissiale Saint-Pierre-Saint-Paul ; nef sans doute du XVIe siècle ; tour clocher datée 1770 ; chœur et transept reconstruits au XIXe siècle.

### Personnalités liées à la commune
- René Pleimelding, ancien footballeur et entraîneur français, y est né en 1925.
- Wladislaw Kowalski, ancien footballeur et entraîneur français, y est né en 1927.

### Héraldique
| Blason de Joudreville | Blason  | Parti : au premier d'azur à la voile de navire d'or, au second coupé au I de gueules à la fleur de lys d'or et au II d'argent aux deux étoiles d'azur rangées en fasce. |
| Blason de Joudreville | Détails | Le statut officiel du blason reste à déterminer. |